# Gordon Hynes
Pour les articles homonymes, voir Hynes.
Gordon Ross Hynes (né le 22 juillet 1966 à Montréal) est un joueur professionnel canadien de hockey sur glace qui évoluait au poste de défenseur.

## Carrière
Il commence sa carrière au sein des Tigers de Medicine Hat en junior dans la Ligue de hockey de l'Ouest. Il fait partie du repêchage d'entrée dans la LNH 1985, engagé à la 115e place, lors de la sixième ronde par les Bruins de Boston.
Il joue d'abord pour les clubs-écoles de Boston en Ligue américaine de hockey puis joue une saison dans le Hockey Club Varèse en Série A. Il rejoint Boston pour la saison 1991-1992 de la LNH. La saison suivante, il est transféré aux Flyers de Philadelphie sans faire partie des cadres.
Il repart en Europe et se relance dans le championnat allemand avec les SERC Wild Wings en 1995. Après deux saisons avec les Wings, il rejoint les Adler Mannheim qui remportent le championnat trois fois entre 1998 et 2001. Il fait ensuite une dernière saison avec les Berlin Capitals.
En sélection nationale, avec l'équipe du Canada qu'il intègre la première fois en 1988, Gordon Hynes remporte la médaille d'argent aux Jeux olympiques d'hiver de 1992 à Albertville, marquant trois buts et présent dans trois assistances.